# Sint-Jozefkerk (Manaihant)

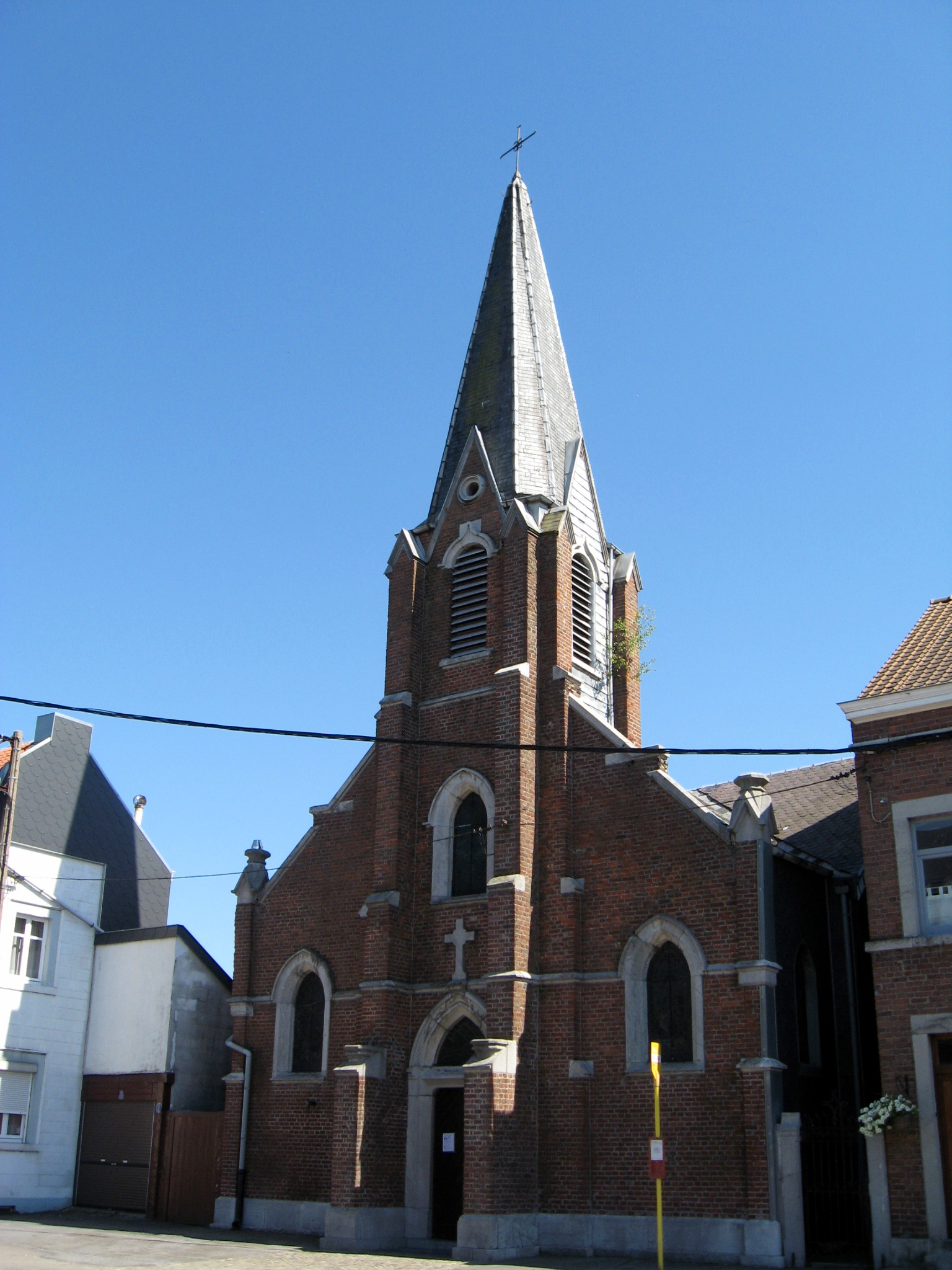
Sint-Jozefkerk

De Sint-Jozefkerk is de parochiekerk van de tot de Belgische gemeente Herve behorende plaats Manaihant, gelegen aan de Rue de Manaihant op een hoogte van 315 meter.
In 1727 stond er al een kleine veldkapel op deze plaats. In 1784 kwam er een grotere kapel, die bediend werd vanuit Herve. De huidige kerk is van 1855. In 1969 werd de kerk gerestaureerd.
Het is een neogotische kerk naar ontwerp van Charles Thirion. De ingebouwde toren heeft vier frontalen en een hoge achtkante spits.

## Interieur
Het kerkmeubilair is grotendeels neogotisch. Een schilderij, voorstellende het Laatste Avondmaal, is van de 2e helft van de 16e eeuw. Van de beelden kunnen worden genoemd: Een 17e-eeuws Piëta, een Sint-Rochus en een Sint-Hubertus, beide begin 18e eeuw, alle in gepolychromeerd hout.